# Système éducatif au Rwanda
L'éducation au Rwanda, ou système éducatif rwandais, concerne l'ensemble des institutions publiques et privées du Rwanda ayant pour fonction d'assurer et de développer le système éducatif dans le pays.
Le système éducatif rwandais est inspiré des systèmes belge et anglais d'éducation.

## Historique
Décrire l’éducation au Rwanda passe par l'évocation des apports et influences extérieures qui ont considérablement marqué l’histoire du pays, en particulier depuis le début du XXe siècle.
Il existe cependant très peu de sources orales sur l'éducation dans ce qui est actuellement la nation rwandaise avant la période belge.
Depuis un siècle, l’éducation au Rwanda a connu des vagues d’influence sous : 
1. la colonisation allemande,
2. l’hégémonie catholique, sous protectorat belge,
3. l'effet du génocide et avec le régime de Paul Kagame.

Législativement, les structures de l'enseignement scolaire au Rwanda ont été définies selon les textes de loi suivants, mis à jour sur le site de l'UNESCO : 
- la loi du 27 août 1966 sur l'éducation nationale ;
- l'arrêté présidentiel n° 175/03 du 28 avril 1967 fixant le règlement général de l'enseignement au Rwanda ;
- les mesures générales d'application de la réforme scolaire de mars 1978 ;
- la loi organique n° 1/1985 du 25 janvier 1985 sur l'éducation nationale ;
- la loi n° 14/1985 du 29 juin 1985 portant organisation de l'enseignement primaire, rural et artisanal intégré et secondaire ;
- et la loi n° 048/91 du 25 octobre 1991 portant modification de la loi n° 14/1985.

### 1900-1959
Denise Bentrovato, s'appuyant sur des sources variées indique que l'ethnicité était un facteur central qui déterminait l'accès aux moyens d'éducation dans le Rwanda colonisé. Dans la première moitié du XXe siècle les politiques de l'État donnaient la préséance à l'éducation des enfants des chefs Tutsi et ceux issus de familles riches. Apparemment, les jeunes Hutu avaient une éducation de base qui était conçue prioritairement pour les préparer à des travaux manuels. Leurs contemporains Tutsi se voyaient offrir une « éducation assimilationniste » dans des écoles spéciales afin de les orienter vers les carrières de l'administration coloniale. L'auteure étudie en particulier le cas de l'école la plus prestigieuse du Rwanda-Urundi, le Groupe Scolaire d'Astrida, qui a ouvert ses portes au début des années 1930 à Butare. Si l'accès en était généralement réservé aux fils de chefs et fils de dignitaires, dans les dernières classes seuls les fils de chefs Tutsi y avaient accès, munis de vêtements blanc.
En 1957, un groupe de neuf intellectuels Hutu qui avaient fait leurs études au Grand Séminaire de Kabgayi écrivirent le « Manifeste Bahutu » dans lequel la discrimination dans l'éducation occupait une place centrale.

### Des années 1960 jusqu'au génocide
En dépit des transformations radicales qui virent la « république Hutu » remplacer la « monarchie Tutsi », les grands récits ethnicistes qui fracturaient la population ont perduré. Les enseignements donnés dans les séminaires catholiques auprès des élites Hutu répétaient le récit hamitique d'une majorité autochtone bantoue, les Hutu, ayant subi l'invasion d'une minorité hamitique Tutsi. Ce discours touchait toutes les sphères de la société, dont le secteur éducatif.
L'enseignement de l'histoire du Rwanda était au centre de ces discours. Ce n'est que dans les années 1970 que des manuels consacrés à l'histoire du Rwanda ont été imprimés. Comme auparavant les institutions d'éducation étaient encore le lieu pour les élites au pouvoir où faire circuler leur idéologie et une histoire officielle, « stéréotypée, simpliste et erronée ».

### L'après génocide, l'éducation civique et l'enseignement de l'histoire
Plusieurs textes établis depuis 1999 témoignent d'une nouvelle écriture de l'histoire du Rwanda qui s'écarte radicalement d'une histoire fondée antérieurement sur des divisions ethniques : en 1999, The Unity of Rwandans établi par le bureau du président, The Rwandan Conflict établi en 2005 par la Commission nationale pour l'unité et la réconciliation (Cnur), puis, en 2006, Genocide Ideology and Strategies for its Eradication écrit par le Sénat . En conséquence la Cnur a fait inscrire dans les programmes du primaire et du secondaire des cours d'éducation civique dans le but explicite de participer à l'unité et à la réconciliation. La nouvelle narration de l'histoire participe, dans ce même mouvement, à « reconstruire » une conscience nationale depuis longtemps minée et un orgueil national qui peut être partagé entre tous les citoyens. Cette nouvelle histoire met en valeur la période pré-coloniale comme un âge d'unité et d'harmonie. Cependant les historiens contestent cette nouvelle histoire, qui tend à l'écriture d'un passé pré-colonial idéal. Dans cette nouvelle histoire, l'ancien ordre social fait en effet apparaitre les relations entre les trois groupes, Hutu, Tutsi et Twa, comme un « partenariat mutuellement avantageux ». 
Les programmes d'enseignement de l'histoire ont donc été revus depuis le primaire jusqu'à la fin du secondaire. Au niveau collège (Junior level) sur les 2h allouées à l'histoire, le nombre d'heures consacrées à l'histoire du pays est passé de 54h en 1998 à 77h en 2008. Cet enseignement étant aussi au programme de la dernière année du primaire. Au niveau lycée (senior level) le cours d'expression anglaise (oral, 2h/semaine) offre aussi l'occasion d'aborder l'histoire.

### Depuis 2000

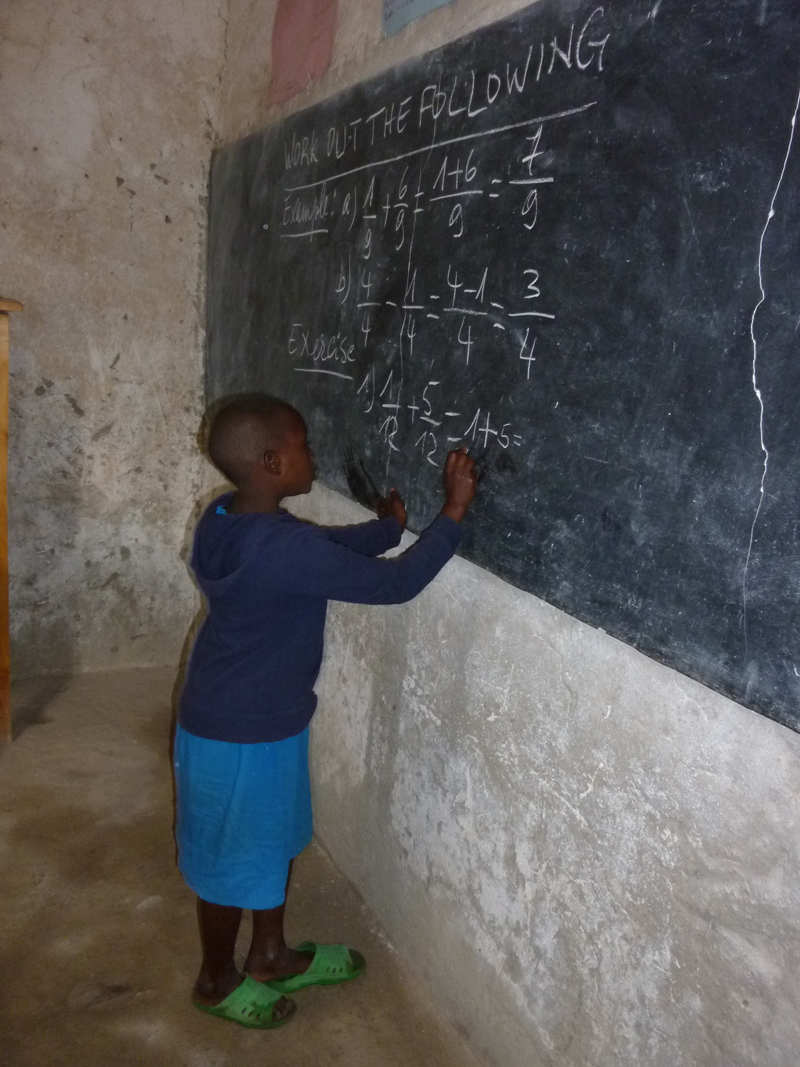
En 2000, à l'école de Mpushi, District de Kamonyi. L'école bénéficiait du fonds de la campagne "Votre journée pour l'Afrique" campagne de l'organisation humanitaire allemande: Aktion Tagwerk.

L’éducation de base est devenue gratuite à partir de 2003-2004. Le 1er mars 2007, la Première Dame a lancé officiellement un plan quinquennal de promotion de l’éducation des filles.

En 2007, l'enseignement en Primaire prenait en charge 87% des élèves, l'enseignement Secondaire 11% et l'enseignement supérieur 2%. 
En 2013, « à cause de la guerre, du génocide et du VIH/SIDA, le Rwanda compte un grand nombre d’enfants en âge scolaire ayant des besoins spéciaux en éducation. Les handicapés, les orphelins, les enfants de la rue et les enfants chefs de ménages représentent particulièrement des groupes vulnérables pour lesquels une attention spéciale et des méthodes éducationnelles qui intègrent tous les apprenants s’avèrent nécessaires. » En conséquence, des mesures ont été prises par le Gouvernement rwandais.
Entre 2012/13 et 2017/18 le budget de l'éducation nationale a été augmenté de 17%. Afin de maintenir et d'améliorer le système éducatif du Rwanda, il existe des organes qui supervisent les normes éducatives : la division de la construction et de l'équipement, qui fixe les normes de construction des salles de classe et des écoles; le conseil national d'examen, qui fixe les normes pour les notes et la progression vers la prochaine étape de l'enseignement; le service de planification qui établit et surveille les normes sur les indicateurs de performance du système et enfin l'inspection générale de l'éducation qui inspecte et conseille quant au respect des normes.
Le gouvernement du Rwanda a élaboré une stratégie nationale pour les technologies de l'information et de la communication (TIC) qui est coordonnée par l'autorité rwandaise des technologies de l'information (RITA). Leur ministère de l’éducation promeut l’utilisation des TIC dans les écoles dès les premières classes et coordonne également le projet «un ordinateur portable par enfant» dans le pays (OLPC).
Le Rwanda fonctionne sur un système scolaire qui consacre 6 ans pour l'école primaire, 3 ans pour le niveau ordinaire  (correspondant au collège), 3 ans pour le niveau avancé (correspondant au lycée) et 4 ans au niveau baccalauréat et universitaire. Trois langues d'enseignement sont officiellement utilisées dans le système éducatif rwandais: le kinyarwanda est utilisé à l'école primaire (p1-p3) et l'anglais est utilisé de la p4 à l'université. Le français est également enseigné mais comme matière complémentaire dans les écoles publiques primaires et secondaires. Quelques écoles privées ont des systèmes anglophones et francophones qui utilisent respectivement l'anglais ou le français comme langues d'enseignement. Ceux qui utilisent le système anglophone utilisent le français comme matière optionnelle et ceux du système francophone utilisent l'anglais comme matière dominante. 
Le « catch up programme » a été mis en place pour permettre aux élèves ayant abandonné l’école primaire de la réintégrer. « Ce programme de rattrapage comprime le programme de primaire » (six ans) en un temps plus court.  Pour le niveau de l’enseignement secondaire, « ceux qui ont interrompu ce cycle avant de l’avoir terminé […], sont admis à passer un examen de fin d’études secondaire » en tant que candidats libres.
L'Université du Rwanda, qui accueillait, en 2018, 44 000 étudiants venait d'être fondée à nouveau par l'intégration des diverses universités qui pré-existaient : notamment le collège de commerce et d'économie (ancienne école de finance et de banque), le collège des arts et des lettres (ancienne université nationale du Rwanda à Butare), le collège des sciences et de la technologie (ancien institut de science et de technologie de Kigali), le collège d'agriculture, des sciences animales et de médecine vétérinaire (ancien institut supérieur d'agriculture et d'élevage à Musanze), le collège de médecine et des sciences de la santé (ancien institut de santé de Kigali) et enfin le collège d'éducation (ancien institut d'éducation de Kigali).
Le ministère de l'éducation compte, en 2018, six départements : le département des programmes (curriculum scolaire) et du matériel pédagogique, le département de la gestion et de la professionnalisation de la formation des enseignants, le département de la qualité et des normes de l'éducation, le département des TIC dans l'éducation et l'apprentissage à distance et en ligne, le département des examens et de l'accréditation et enfin le département de prêt aux étudiants de l'enseignement supérieur.
En 2019 un effort a été porté sur les salaires des enseignants et sur progression de carrière. Les écoles de formation des enseignants (TTC, Teacher Training Colleges) et les écoles modèles (Model schools) (trad. : écoles d'application, en France) ont bénéficié de dotations et d'une réforme des programmes. Tous les enseignants et les tuteurs passeront un test en anglais standard afin de garantir le niveau de compétences basées sur le programme.

## Pré-primaire
En 2023 il y a 3 401 écoles pré-primaire et 282 428 élèves. 
Le plan 2018/2019 – 2023/2024 cible, en particulier, les enfants désavantagés afin d'atteindre 45% des enfants de 3 à 6 ans en 2023/2024.

Pour les enfants des villages ruraux, des associations françaises financent certaines écoles maternelles : construction des locaux, rémunération des enseignants, alimentation des enfants.

## Enseignement primaire

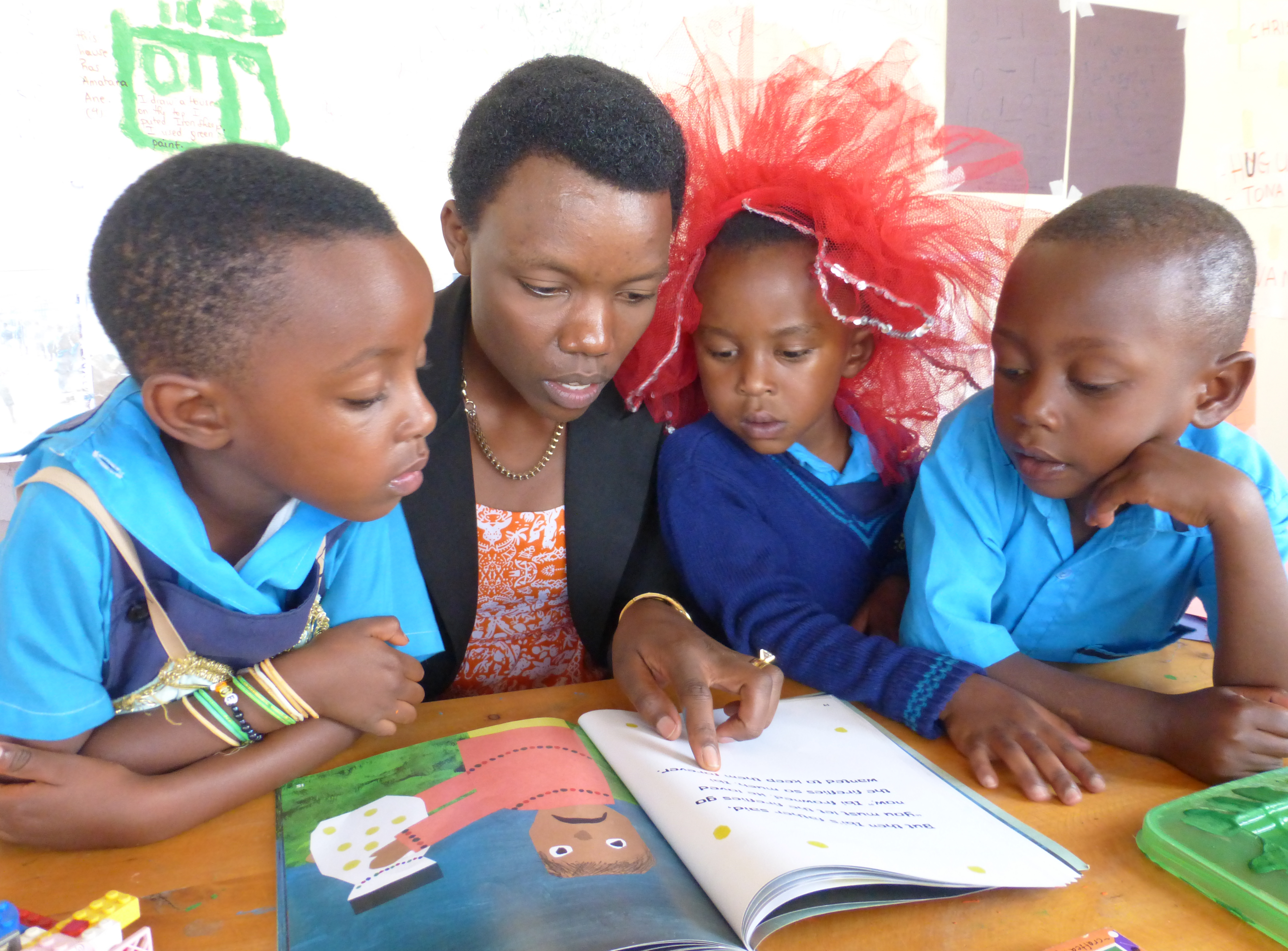
Initiation précoce à la lecture, février 2019

L'école primaire dure six ans. Les enfants y entrent à sept ans dans le public et six ans dans le privé. Les six ans d'études vont de la classe 1 à la classe 6.
En 2007, les élèves du primaire représentaient 87 % du total des élèves du système éducatif rwandais, soit la grande majorité.
Pour satisfaire les besoins de plus de 1,6 million d’enfants rwandais qui vont à l’école chaque jour, le ratio d’élèves par professeur, en milieu rural, était de 50 enfants par classe en 2009. Dans la plupart des écoles, depuis 2009, une rotation scolaire est faite chaque jour avec une cohorte d’élèves avant midi, et une autre l’après-midi. Ceci afin de doubler les possibilités d'enseignement par école en raison de leur nombre encore insuffisant dans l'ensemble.
Langue d'enseignement majoritaire avant le génocide, le français a été officiellement remplacé comme langue d'enseignement par l'anglais depuis l'accession de Paul Kagamé au pouvoir. Cependant, des cours de français ont été rétablis de façon hebdomadaire au primaire, depuis 2016.
Statistiques depuis 2003 :
| Année:                             | 2002-3    | 2007      | 2011      | 2015      | 2018   | 2019      | 2020   | 2021 | 2022 | 2023 |
| ---------------------------------- | --------- | --------- | --------- | --------- | ------ | --------- | ------ | ---- | ---- | ---- |
| Nb. d'écoles                       | 2,172     | 2,370     | 2,543     | 2,752     | 2,909  | 2,961     |        |      |      |      |
| Nb. d'élèves                       | 1,636,563 | 2,150,430 | 2,341,146 | 2,450,705 |        | 2 512 465 |        |      |      |      |
| Nb. d'enseignants                  | 26,024    | 31,037    | 40,299    | 42,005    |        |           | 45,323 |      |      |      |
| % d'enseignants qualifiés          | 85.2%     | 98.1%     | 98.6%     | 93.9%     |        |           |        |      |      |      |
| Nb. d'élèves par enseignant        | 62.9      | 69.3      |           | 61.8      | 59     |           |        |      |      |      |
| Taux brut de scolarisation         | 100.0%    | 151.9%    | 127.3%    | 135.3%    | 137.5% |           |        |      |      |      |
| Taux d'inscription net             | 82.7%     | 95.8%     | 95.9%     | 96.9%     | 98.3%  | 98%       |        |      |      |      |
| Taux de passage dans le secondaire |           |           |           | 71.1%     | 71.6%  |           |        |      |      |      |

## Enseignement secondaire
Les 3 années d'études du premier cycle du secondaire vont du niveau 1 au niveau 3. Il en est de même pour les trois années suivantes du second cycle, jusqu'au niveau 6 du secondaire. 
La langue d'enseignement est l'anglais.
L'enseignement secondaire est divisé en premier cycle du secondaire et en deuxième cycle du secondaire, tous deux d'une durée de 3 ans. Le premier cycle du secondaire, comme le primaire, se concentre sur l'acquisition de connaissances et de compétences de base. Avec le primaire, il constitue les « 9YBE - 9 Year Basic Education ». Au terme de ces 3 années, les élèves passent des examens nationaux de niveau O qui leur permettent de progresser dans les écoles publiques du secondaire supérieur après avoir fait des choix d'orientation. Beaucoup continuent également dans le système d'EFTP - Enseignement et formation techniques et professionnels.
À partir du secondaire supérieur, les élèves entrent dans des voies spécifiques:
- Enseignement secondaire général (GSS): enseignement de style académique, souvent en préparation à l'enseignement supérieur, où les étudiants se spécialisent en sciences, en sciences humaines ou en langues et passent des examens nationaux de niveau A.
- Ecole Technique Secondaire (TSS): formation technique menant à la certification de niveau A2. Dans le cadre de l'EDPRS II [24], le développement de la formation aux compétences techniques et professionnelles a été identifié comme essentiel pour stimuler la croissance économique du Rwanda. Sous les auspices de la Workforce Development Authority (WDA) créée en 2008, cette filière technique secondaire est en cours d'intégration dans les centres régionaux polytechniques intégrés (CIPR)[25], avec les centres de formation professionnelle (VTC) et les collèges d'enseignement supérieur de technologie (CoT's).

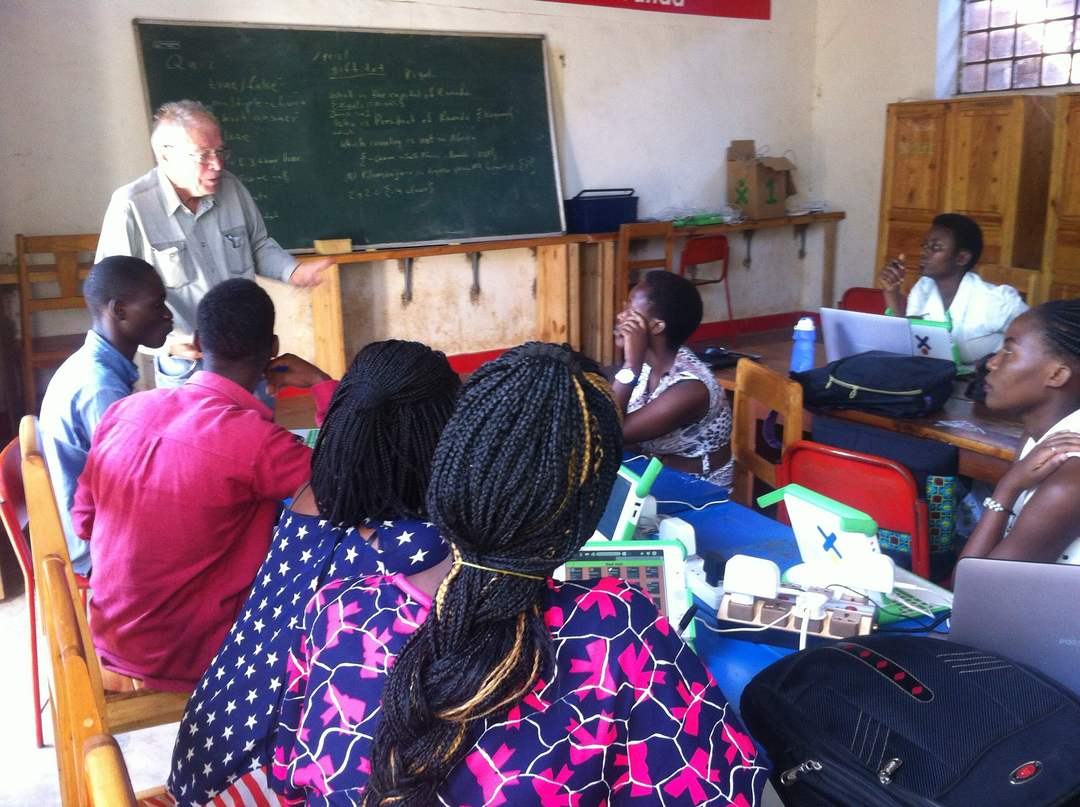
Formation aux classes OLPC ("Un ordinateur portable par enfant") en 2018

- Instituts de formation des enseignants (TTC): les étudiants de cette filière sont formés pour devenir enseignants du primaire (bien que certains poursuivent également des études dans l'enseignement supérieur). Pour 16 TTC, l'élaboration, l'évaluation et la certification des programmes relèvent de la responsabilité du Collège d'éducation de l'Université du Rwanda (UR-CE)[26], [18].

| Année | Filles | Garçons | Taux Net de scolarisation | Nombre d'enseignants | Effectifs d'élèves |
| ----- | ------ | ------- | ------------------------- | -------------------- | ------------------ |
| 2005  | 50,9 % | 49,1 %  | 93,5 %                    | 26 944               | 1 857 841          |
| 2006  | 51,3 % | 48,7 %  | 95,0 %                    | 28 474               | 2 019 991          |
| 2007  | 50,8 % | 49,2 %  | 95,8 %                    | 29 059               | 2 150 430          |
| 2008  | 50,9 % | 49,1 %  | 94,2 %                    | 33 158               | 2 190 270          |
| 2009  | 50,8 % | 49,2 %  | 92,9 %                    | 32 412               | 2 264 672          |
| 2010  | 50,7 % | 49,3 %  | 95,4 %                    | 33 842               | 2 299 326          |

| Année          | Nombre d'écoles secondaires (collège-lycée) | Nombre d'élèves du secondaire | Nombre d'enseignants | % d'enseignants qualifiés | Nombre d'élèves par enseignant | Taux d'inscription brut (TBS) | Taux d'inscription net (TNS) |
| -------------- | ------------------------------------------- | ----------------------------- | -------------------- | ------------------------- | ------------------------------ | ----------------------------- | ---------------------------- |
| 2007           | 643                                         | 266 518                       | 12 103               | 53,4%                     | 22                             | 20.5%                         | 13.1%                        |
| 2011           | 1362                                        | 486 437                       | 20 522               | 64,4%                     | 23,7                           | 35,5%                         | 25,7%                        |
| 2015           | 1543                                        | 543 936                       | 38 441               | 67,9%                     | 61.8                           | 38.0%                         | 28.3%                        |
| 2018-2019-2020 | 1452                                        | 648 947                       | 45 323               |                           | 59                             |                               |                              |

## Enseignement supérieur et universitaire
Les  programmes  de  formation  post-secondaire  non  universitaire, offerts par les instituts  supérieurs,  les  écoles  supérieures et  les  universités, ont une  durée  de  deux à trois  ans  sanctionnés  par le diplôme  de  technicien supérieur, le diplôme d’ingénieur technicien (équivalent au BTS ?) ou le diplôme d’ingénieur de travaux (conducteur de travaux ?). 
Au niveau universitaire, les études de premier cycle généralement ont une durée de deux ans sanctionnés par le grade de bachelier. 
Au deuxième cycle, deux ou trois ans d’études supplémentaires conduisent à la licence. 
Les études conduisant au diplôme de docteur en médecine ont une durée de six ans. 
L'éducation supérieure au Rwanda connait une forte progression depuis le milieu des années 1990. Une des raisons en est que, à la faveur du climat de reconstruction post-génocide, la plupart des écoles et universités privées fonctionnaient d’abord sans accréditation d'État. Ces institutions privées n’en sollicitaient une que lorsqu’elles étaient sûres d’avoir réuni les conditions des exigences légales.
L’explosion de ces initiatives privées au niveau supérieur a permis aux effectifs étudiants de passer de quelques centaines répartis dans quatre établissements en 1994 à 31 170 étudiants encadrés par treize universités et instituts supérieurs en 2010. 
Le réseau d’enseignement supérieur public se développe également de manière spectaculaire après le génocide. En 2010, le Rwanda comptait dix-sept institutions d’enseignement supérieur publiques pour un total de 31 564 étudiants.
Mais cette ruée vers les diplômes du secteur universitaire (et notamment le diplôme de Licence) a diminué l'attrait du diplôme de fin de secondaire et a établi un nouveau standard de recrutement pour les institutions publiques comme pour le secteur privé.
Ainsi l'on observe, depuis les années 2000, que des universités des pays limitrophes organisent des programmes de Maîtrise. Ceux-ci sont très prisés, particulièrement en fin de semaine, par des fonctionnaires rwandais, obligeant les universités publiques et privées du Rwanda à se lancer dans l’organisation de programmes similaires. À cela s’ajoute la création, ces dernières années, de « succursales » des universités internationales déjà présentes dans des pays d’Afrique de l’Est, comme la Mont Kenya University, Carnegie Mellon University in Rwanda, etc.

## Éducation spécialisée
- École d'art de Nyundo

## Dysfonctionnements
La décision de l'apprentissage obligatoire de l'anglais comme langue principale a eu des effets négatifs. Cela obligeait des enseignants à effectuer cet apprentissage ou leur mise à niveau pour eux-mêmes et à le transposer dans leur enseignement. Pour pallier l'urgence, des cours de français ont été rétablis de façon hebdomadaire au primaire, depuis 2016. Afin d'effectuer la mise à niveau du corps enseignant, les écoles de formation des enseignants doivent désormais assurer cette formation (décision de 2019).
Avec l'arrivée au pouvoir de Paul Kagamé de nombreuses écoles privées payantes ont ouvert leurs portes, pour tous les niveaux, ce qui crée deux types d'enseignement, un pour les riches et un pour les autres.
L'accès au supérieur coûte cher et cela sélectionne les enfants sur des critères économiques et non sur leurs connaissances.
Autre dysfonctionnement, mineur celui-ci, c'est la prolifération des acronymes dans les textes visant à manifester les nouvelles orientations de l'enseignement au Rwanda. Pour aider à la lecture, quelques acronymes en usage courant : Education Sector Strategic Plan (ESSP), Teacher Training Colleges (TTC), Inspire, Educate and Empower Rwanda (IEE Rwanda), Competence-based Curriculum (CBC), Rwanda Education Board (REB), Curriculum in the Teaching and Learning Resources Department (CT&LRD), Basic Education (BE), School-based Mentoring Project (SBMP) , etc.
L'histoire du Rwanda qui est enseignée actuellement est problématique. Après le génocide, beaucoup a été fait pour enseigner aux jeunes générations un « passé utile » dans lequel elles peuvent trouver des valeurs et des projets qu'elles peuvent considérer comme leur héritage. Néanmoins la transmission d'un savoir non remis en question au regard des publications scientifiques sur ce domaine de l'histoire, et enseigné comme des normes sacro-saintes, tout cela s'est édifié au détriment d'une pensée critique qui aurait pu nourrir la réflexion et le respect de la différence, la capacité à affronter la complexité. Le problème est reporté. Plusieurs auteurs ont pu repérer en effet que, malgré l'autorité du manuel, ce que les enfants apprennent et croient diffère nettement de ce qui est prescrit par l'État, et qu'ils ont plus confiance en des versions de l'histoire non-officielles et conflictuelles.